# Silapathar
Silapathar è una suddivisione dell'India, classificata come town committee, di 22.307 abitanti, situata nel distretto di Dhemaji, nello stato federato dell'Assam. In base al numero di abitanti la città rientra nella classe III (da 20.000 a 49.999 persone).

## Società

### Evoluzione demografica
Al censimento del 2001 la popolazione di Silapathar assommava a 22.307 persone, delle quali 11.840 maschi e 10.467 femmine. I bambini di età inferiore o uguale ai sei anni assommavano a 3.167, dei quali 1.621 maschi e 1.546 femmine. Infine, coloro che erano in grado di saper almeno leggere e scrivere erano 15.454, dei quali 8.892 maschi e 6.562 femmine.